# Soledad Cabezón
Soledad Cabezón Ruiz (Albaida del Aljarafe, 1 de septiembre de 1973) es una política española.

## Biografía
Se licenció en Medicina y Cirugía, con especialidad en Cardiología. Comenzó su trayectoria política en el ámbito municipal en 2003, ejerciendo de alcaldesa de Albaida del Aljarafe entre 2003 y 2011.
Desempeñó la secretaría de Políticas de Igualdad del PSOE entre 2008 y 2012.
Posteriormente, electa diputada del Parlamento Europeo en las elecciones europeas de 2014, estuvo integrada en la octava legislatura de la eurocámara dentro del grupo político de la Grupo de la Alianza Progresista de Socialistas y Demócratas entre 2014 y 2019.